# كوميتي (بلدة)
كوميتي بلدة صغيرة بالقرب من كيب تاون، في مقاطعة كيب الغربية بجنوب إفريقيا. وتقع في منتصف الطريق تقريبا أسفل الساحل الغربي لشبه جزيرة كيب، في الطرف الجنوبي من الشاطئ الذي يمتد شمالا باتجاه تشابمانز بيك ونوردهوك.
1. 1 2  مكتب البريد الجنوب إفريقي، QID:Q7565777
2. 1 2   http://www.postoffice.co.za/tools/pcodes.xls. {{استشهاد ويب}}: |url= بحاجة لعنوان (مساعدة) والوسيط |title= غير موجود أو فارغ (من ويكي بيانات) (مساعدة)
3. ↑  GeoNames (بالإنجليزية), 2005, QID:Q830106